# Bokmakierieklauwier
De bokmakierieklauwier (Telophorus zeylonus) is een zangvogel uit de familie Malaconotidae (bosklauwieren).

## Kenmerken
Deze vogel heeft gelige onderdelen, met een zwarte omranding van de gele keel. De zijflanken zijn vanaf de staart tot op de kop grijs, terwijl de vleugels een geelbruine kleur hebben. De vogel maakt harde, weergalmende geluiden. De staart bevat zwarte delen. De lichaamslengte bedraagt 22 cm.

## Leefwijze
Deze vogels eten insecten, maar ook kleine gewervelden worden weleens gegeten. Ze zitten veel op de grond. In het voorjaar worden door de mannetjes prachtige baltsdansen uitgevoerd.

## Voortplanting
Deze vogels nestelen in bomen en struiken. Een legsel bestaat meestal uit twee tot zeven eieren.

## Verspreiding en leefgebied
Deze soort komt voor in struwelen en open savannes, plantages en tuinen in zuidelijk Afrika en telt vier ondersoorten:
- T. z. restrictus: oostelijk Zimbabwe en westelijk Mozambique.
- T. z. phanus: zuidelijk Angola en noordwestelijk Namibië.
- T. z. thermophilus: Namibië, Botswana en noordwestelijk Zuid-Afrika.
- T. z. zeylonus: oostelijk en zuidelijk Zuid-Afrika.

## Status
De grootte van de populatie wordt geschat op 1000-10.000 individuen. Op de Rode lijst van de IUCN heeft deze soort de status niet bedreigd.